# Кримська обласна рада депутатів трудящих XIV скликання
Кримська обласна рада депутатів трудящих чотирнадцятого скликання — представничий орган Кримської області у 1973—1975 роках.
Нижче наведено список депутатів Кримської обласної ради 14-го скликання, обраних 17 червня 1973 року в загальних та особливих округах. Всього до Кримської обласної ради 14-го скликання було обрано 196 депутатів по відкритих округах. Депутатів, обраних по закритих військових округах, у пресі не публікували.
| Прізвище, ім'я, по-батькові          | Місто чи район           | Виборчий округ | Посада                                                                                   | Примітки                          |
| ------------------------------------ | ------------------------ | -------------- | ---------------------------------------------------------------------------------------- | --------------------------------- |
| Абрамова Надія Устинівна             | Ялта                     | № 81           | заступник голови Кримського облвиконкому                                                 |                                   |
| Авраамов Георгій Миколайович         | Сімферопольський район   | № 152          | директор винрадгоспу «Виноградний»                                                       |                                   |
| Адаменко Леонід Андрійович           | Кіровський район         | № 111          | тракторист колгоспу імені Червоної армії                                                 |                                   |
| Адаменко Ольга Іванівна              | Керч                     | № 26           | штукатур-маляр-облицювальник будівельного управління № 22 тресту «Керчметалургбуд»       |                                   |
| Аникієнко Василь Антонович           | Джанкой                  | № 8            | машиніст електровоза Джанкойського локомотивного депо                                    |                                   |
| Астафуров Іван Миколайович           | Керч                     | № 30           | агломератник Камиш-Бурунського залізорудного комбінату імені С. Орджонікідзе             |                                   |
| Байраченко Людмила Олександрівна     | Севастополь              | № 172          | монтажниця майстерень зв’язку міста Севастополя                                          |                                   |
| Баленко Ганна Федорівна              | Сімферополь              | № 37           | швачка Сімферопольської бавовняної ткацької фабрики                                      |                                   |
| Барановський Василь Васильович       | Сімферополь              | № 47           | заступник голови Кримського облвиконкому                                                 |                                   |
| Березіна Ніна Іванівна               | Севастополь              | № 171          | робітниця Севастопольських арматурних майстерень                                         |                                   |
| Бескровний Володимир Сергійович      | Сімферополь              | № 44           | машиніст локомотива Сімферопольського локомотивного депо                                 |                                   |
| Бєлобородько Володимир Іванович      | Красноперекопський район | № 123          | тракторист радгоспу «Таврійський»                                                        |                                   |
| Бєляков Микола Семенович             | Феодосія                 | № 68           | зварювальник Феодосійського механічного заводу                                           |                                   |
| Бобашинський Володимир Олександрович | Севастополь              | № 180          | редактор газети «Кримська правда»                                                        |                                   |
| Богдашкін Павло Іванович             | Чорноморський район      | № 167          | голова Чорноморського райвиконкому                                                       |                                   |
| Бородіна Ганна Павлівна              | Джанкойський район       | № 101          | бригадир-овочівник колгоспу «Батьківщина»                                                |                                   |
| Бризицький Василь Іванович           | Євпаторія                | № 14           | токар-автоматник Євпаторійського машинобудівного заводу                                  |                                   |
| Варичев Михайло Якович               | Алушта                   | № 1            | голова Алуштинського міськвиконкому                                                      |                                   |
| Васильєв Віктор Васильович           | Красногвардійський район | № 119          | заступник голови правління колгоспу імені Кірова                                         |                                   |
| Верещацька Марія Михайлівна          | Євпаторія                | № 18           | вчителька Євпаторійської середньої школи № 2                                             |                                   |
| Вершков Дмитро Дементійович          | Ялта                     | № 84           | голова Ялтинського міськвиконкому                                                        |                                   |
| Волков Леонід Григорович             | Севастополь              | № 191          | директор Кримрадгоспвинтресту                                                            |                                   |
| Гаврищук Ніна Павлівна               | Сімферополь              | № 51           | водій тролейбуса Сімферопольського тролейбусного управління                              |                                   |
| Галіс Тамара Михайлівна              | Севастополь              | № 182          | водій тролейбуса Севастопольського тролейбусного управління                              |                                   |
| Гармаш Микола Данилович              | Роздольненський район    | № 141          | старший чабан радгоспу «Роздольненський»                                                 |                                   |
| Гетьман Олександра Павлівна          | Сімферопольський район   | № 154          | завідувачка цеху птахофабрики «Південна»                                                 |                                   |
| Головастикова Марія Гаврилівна       | Совєтський район         | № 165          | завідувачка птахоферми колгоспу «Перемога»                                               |                                   |
| Головко Раїса Іллівна                | Кіровський район         | № 109          | бригадир виноградарської бригади радгоспу «Старокримський»                               |                                   |
| Гонтаренко Анатолій Софронович       | Джанкойський район       | № 103          | бригадир тракторної бригади колгоспу імені Леніна                                        |                                   |
| Гончаренко Ніна Миколаївна           | Красногвардійський район | № 113          | бригадир садівницької бригади колгоспу «Дружба народів»                                  |                                   |
| Гордєєва Ніна Федорівна              | Бахчисарайський район    | № 86           | доярка Кримської зональної тютюнової дослідної станції                                   |                                   |
| Гржибовський Микола Гілярович        | Бахчисарайський район    | № 85           | бригадир садівницької бригади радгоспу імені Чкалова                                     |                                   |
| Денисенко Іван Федорович             | Севастополь              | № 177          | начальник Головного управління рибної промисловості Азово-Чорноморського басейну         |                                   |
| Деньщук Віктор Михайлович            | Сімферополь              | № 43           | начальник Кримського відділка Придніпровської залізниці                                  |                                   |
| Дмитрієнко Тамара Григорівна         | Сімферопольський район   | № 156          | доярка навчально-дослідного господарства «Комунар»                                       |                                   |
| Довбенко Лідія Іванівна              | Севастополь              | № 175          | майстер пошиття одягу Севастопольської швейної фабрики «Швейпром»                        |                                   |
| Дубов Валентин Федорович             | Керч                     | № 31           | голова Керченського міськвиконкому                                                       |                                   |
| Дума Марія Василівна                 | Первомайський район      | № 139          | головний зоотехнік колгоспу «Схід»                                                       |                                   |
| Дяченко Валентин Михайлович          | Євпаторія                | № 11           | муляр-монтажник будівельного управління № 56 тресту «Євпаторіябуд»                       |                                   |
| Емін Аркадій Кузьмович               | Керч                     | № 23           | 1-й секретар Керченського міського комітету КПУ                                          | повноваження припинені 1974 року  |
| Євгеньєва Надія Арсентіївна          | Сімферополь              | № 38           | бригадир Сімферопольської трикотажної фабрики № 1                                        |                                   |
| Єрмакова Олена Станіславівна         | Сімферополь              | № 55           | електрообмотниця Сімферопольського електромеханічного заводу                             |                                   |
| Єрмоленко Алла Миколаївна            | Білогірський район       | № 97           | кролівник колгоспу «Гірський»                                                            |                                   |
| Жеребко Ніна Михайлівна              | Севастополь              | № 186          | оптик-механік Севастопольських ремонтних майстерень                                      |                                   |
| Жорич Анатолій Петрович              | Севастополь              | № 190          | начальник Кримського обласного управління внутрішніх справ                               |                                   |
| Жудова Лідія Юхимівна                | Чорноморський район      | № 166          | завідувачка птахоферми колгоспу «Більшовик»                                              |                                   |
| Жучков Іван Федорович                | Бахчисарайський район    | № 90           | голова Бахчисарайського райвиконкому                                                     |                                   |
| Забродська Світлана Людвигівна       | Євпаторія                | № 16           | продавець магазину № 68                                                                  |                                   |
| Завгородній Іван Іванович            | Джанкой                  | № 7            | енергетик Джанкойського ремонтно-механічного заводу                                      |                                   |
| Загребельний Борис Наумович          | Сімферополь              | № 33           | директор Сімферопольського заводу пластмас                                               |                                   |
| Захаров В'ячеслав Романович          | Ялта                     | № 73           | слюсар Ялтинського морського торговельного порту                                         |                                   |
| Захарова Раїса Василівна             | Севастополь              | № 194          | робітниця винрадгоспу «Золота балка»                                                     | повноваження припинені 27.03.1974 |
| Іванін Леонід Якович                 | Красноперекопський район | № 124          | директор тресту спеціалізованих радгоспів зрошуваного землеробства і рисосіяння          | помер 26 червня 1973              |
| Івановський Георгій Васильович       | Красногвардійський район | № 118          | начальник Кримського обласного управління культури                                       |                                   |
| Іванчикова Раїса Герасимівна         | Білогірський район       | № 93           | тютюнниця колгоспу «Росія»                                                               |                                   |
| Іващенков Віктор Володимирович       | Севастополь              | № 184          | слюсар Севастопольського морського заводу імені С. Орджонікідзе                          |                                   |
| Ігнатишин Володимир Михайлович       | Ялта                     | № 75           | машиніст-бульдозерист будівельного управління № 36 тресту «Ялтаспецбуд»                  |                                   |
| Ігнатова Надія Іванівна              | Сімферопольський район   | № 155          | бригадир молочно-товарної ферми радгоспу «Перевальний»                                   |                                   |
| Ільєнко Олександр Ілліч              | Красногвардійський район | № 112          | голова Красногвардійського райвиконкому                                                  | повноваження припинені 1974 року  |
| Ільченко Анатолій Данилович          | Феодосія                 | № 62           | технік рефрижераторних установок Феодосійського морського торговельного порту            |                                   |
| Кайоткін В'ячеслав Миколайович       | Керч                     | № 22           | начальник Кримського обласного управління побутового обслуговування населення            |                                   |
| Калантай Олександра Яківна           | Джанкойський район       | № 99           | бригадир овочівницької бригади радгоспу «Джанкойський № 3»                               |                                   |
| Калиміна Раїса Петрівна              | Феодосія                 | № 63           | контролер відділу технічного контролю Феодосійської тютюнової фабрики                    |                                   |
| Камінський Іван Олександрович        | Севастополь              | № 178          | водій автоколони № 2203 міста Севастополя                                                |                                   |
| Каплан Володимир Васильович          | Красногвардійський район | № 114          | ланковий механізованої ланки радгоспу «Більшовик»                                        |                                   |
| Кириленко Іван Іванович              | Севастополь              | № 176          | голова Севастопольського міськвиконкому                                                  |                                   |
| Кириліна Алевтина Миколаївна         | Севастополь              | № 169          | майстер цеху Севастопольського рибоконсервного філіалу об’єднання «Атлантика»            |                                   |
| Кириченко Микола Карпович            | Красногвардійський район | № 115          | 1-й секретар Кримського обласного комітету КПУ                                           |                                   |
| Кирін Георгій Семенович              | Роздольненський район    | № 142          | голова Роздольненського райвиконкому                                                     |                                   |
| Киседобрєв Геннадій Петрович         | Красноперекопський район | № 122          | голова виконкому Армянської селищної ради                                                |                                   |
| Кисляк Ніна Семенівна                | Сакський район           | № 146          | робітниця-овочівник Прибережненського радгоспу-технікуму                                 |                                   |
| Кичигіна Людмила Владиславівна       | Євпаторія                | № 15           | майстер-швачка Євпаторійської фабрики індивідуального пошиття та ремонту одягу           |                                   |
| Кляритський Лев Миколайович          | Алушта                   | № 4            | 1-й секретар Алуштинського міського комітету КПУ                                         |                                   |
| Коваленко Дмитро Дмитрович           | Ленінський район         | № 126          | голова Кримського обласного об’єднання «Сільгосптехніка»                                 |                                   |
| Ковальов Іван Михайлович             | Севастополь              | № 193          | машиніст екскаватора Балаклавського рудоуправління імені Горького                        |                                   |
| Ковальчук Світлана Михайлівна        | Севастополь              | № 173          | слюсар-складальник Севастопольських електроремонтних майстерень                          |                                   |
| Кожушко Марія Степанівна             | Джанкойський район       | № 100          | бригадир овочівницької бригади колгоспу «Заповіт Леніна»                                 |                                   |
| Колтаков Володимир Миколайович       | Севастополь              | № 179          | студент Севастопольського приладобудівного інституту                                     |                                   |
| Конєва Валентина Федорівна           | Євпаторія                | № 12           | завідувачка терапевтичного відділення першої Євпаторійської міської лікарні              |                                   |
| Коноваленко Михайло Михайлович       | Сакський район           | № 147          | завідувач відділу організаційно-партійної роботи Кримського обласного комітету КПУ       |                                   |
| Корень Віра Федорівна                | Бахчисарайський район    | № 91           | директор Бахчисарайської середньої школи № 2                                             |                                   |
| Корнєєв Микола Іванович              | Севастополь              | № 192          | прокурор Кримської області                                                               |                                   |
| Коробов Семен Васильович             | Сімферопольський район   | № 160          | ланковий механізованої ланки радгоспу «Сімферопольський»                                 |                                   |
| Коссик Нінель Іванівна               | Сакський район           | № 145          | вчителька середньої школи села Кримське Сакського району                                 |                                   |
| Котляр Валентина Іванівна            | Ленінський район         | № 130          | агроном-виноградар колгоспу імені Войкова                                                |                                   |
| Котляр Володимир Сергійович          | Джанкойський район       | № 105          | директор радгоспу імені 8 Березня                                                        |                                   |
| Котлярова Євдокія Сергіївна          | Сімферополь              | № 60           | прасувальниця Сімферопольської швейної фабрики імені Крупської                           |                                   |
| Кравець Микита Лаврентійович         | Білогірський район       | № 96           | голова Білогірського райвиконкому                                                        |                                   |
| Крамаренко Федір Ісакович            | Джанкойський район       | № 104          | голова правління колгоспу «Росія»                                                        |                                   |
| Криворотов Володимир Іванович        | Красногвардійський район | № 116          | голова правління колгоспу «Росія»                                                        |                                   |
| Кривошеєв Віктор Іванович            | Бахчисарайський район    | № 89           | завідувач механічних майстерень радгоспу «Ароматний»                                     |                                   |
| Крюкова Анжеліта Павлівна            | Керч                     | № 29           | контролер відділу технічного контролю Керченського механічного заводу                    |                                   |
| Кулаков Михайло Михайлович           | Євпаторія                | № 10           | голова Євпаторійського міськвиконкому                                                    |                                   |
| Куликова Валентина Андріївна         | Ленінський район         | № 131          | бригадир-виноградар колгоспу імені XIX партз’їзду                                        |                                   |
| Куришев Олександр Іванович           | Сімферопольський район   | № 157          | голова Кримської обласної планової комісії                                               |                                   |
| Кучерук Микола Ілліч                 | Євпаторія                | № 17           | завідувач Кримського обласного відділу соціального забезпечення                          |                                   |
| Лаврук Алла Леонтіївна               | Роздольненський район    | № 140          | доярка колгоспу «Радянська Батьківщина»                                                  |                                   |
| Лешуков Анатолій Георгійович         | Кіровський район         | № 110          | голова правління Кримської обласної спілки споживчих товариств                           |                                   |
| Липська Віра Борисівна               | Севастополь              | № 189          | електромонтажниця Севастопольського приладобудівного заводу «Парус»                      |                                   |
| Лисенко В'ячеслав Григорович         | Ленінський район         | № 128          | секретар Кримського обласного комітету КПУ                                               |                                   |
| Лозицька Валентина Михайлівна        | Феодосія                 | № 65           | майстер цеху Феодосійської панчішної фабрики                                             |                                   |
| Макаренко Віктор Сергійович          | Севастополь              | № 187          | 1-й секретар Севастопольського міськкому КПУ                                             |                                   |
| Макєєв Андрій Іванович               | Сімферополь              | № 58           | начальник Кримського обласного управління торгівлі                                       |                                   |
| Максимова Валентина Федорівна        | Ялта                     | № 74           | майстер цеху Ялтинського рибокомбінату                                                   |                                   |
| Малухіна Раїса Олексіївна            | Сімферополь              | № 34           | майстер цеху Сімферопольського заводу телевізорів імені 50-річчя СРСР                    |                                   |
| Малютін Анатолій Олександрович       | Сімферополь              | № 49           | слюсар Сімферопольського заводу залізобетонних виробів                                   |                                   |
| Мар'євич Марія Степанівна            | Сакський район           | № 150          | старша пташниця колгоспу «Шлях до комунізму»                                             |                                   |
| Мельничук Євдокія Степанівна         | Сімферополь              | № 48           | електрослюсар Сімферопольської ДРЕС імені Леніна                                         |                                   |
| Мецов Петро Георгійович              | Ялта                     | № 72           | завідувач Кримського обласного відділу охорони здоров’я                                  |                                   |
| Мисов Леонід Дмитрович               | Сімферополь              | № 52           | інструктор Кримського обласного комітету КПУ; голова Сімферопольського міськвиконкому    |                                   |
| Михалевська Антоніда Михайлівна      | Сімферополь              | № 57           | слюсар-складальник Сімферопольського електромашинобудівного заводу                       |                                   |
| Мишкін Петро Андрійович              | Білогірський район       | № 95           | бригадир садівницької бригади радгоспу «Передгір’я»                                      |                                   |
| Мірошниченко Володимир Миколайович   | Сімферополь              | № 39           | начальник Кримського обласного управління кінофікації                                    |                                   |
| Молчанов Олександр Митрофанович      | Керч                     | № 24           | слюсар-ремонтник Керченського морського торговельного порту                              |                                   |
| Мосендз Ольга Петрівна               | Сімферопольський район   | № 162          | робітниця винрадгоспу «Сонячний»                                                         |                                   |
| М'ягков Степан Петрович              | Первомайський район      | № 137          | голова Первомайського райвиконкому                                                       |                                   |
| Небелиця Іван Фадійович              | Севастополь              | № 185          | електрозварник будівельного управління № 42 тресту «Севастопольбуд»                      |                                   |
| Низовий Іван Никонович               | Феодосія                 | № 67           | завідувач відділу комунального господарства Кримського облвиконкому                      |                                   |
| Никаноров Олексій Геннадійович       | Сакський район           | № 143          | голова Сакського райвиконкому                                                            |                                   |
| Павлишина Раїса Петрівна             | Джанкой                  | № 5            | токар Джанкойського машинобудівного заводу                                               |                                   |
| Парамєєв Володимир Васильович        | Джанкой                  | № 6            | голова Джанкойського міськвиконкому                                                      |                                   |
| Пархаєва Валентина Василівна         | Феодосія                 | № 64           | оформлювачка іграшок Феодосійської фабрики іграшок                                       |                                   |
| Педан Віра Іванівна                  | Красногвардійський район | № 117          | пташниця-оператор племптахорадгоспу «Жовтневий»                                          |                                   |
| Перебийніс Антоніна Іванівна         | Сакський район           | № 151          | колгоспниця колгоспу імені Горького                                                      |                                   |
| Петиш Регіна Володимирівна           | Сакський район           | № 148          | бригадир-виноградар держплемптахозаводу імені Фрунзе                                     |                                   |
| Петлюк Іван Васильович               | Євпаторія                | № 19           | обрубник труб Керченського труболиварного заводу                                         |                                   |
| Пилипенко Валентина Григорівна       | Бахчисарайський район    | № 87           | агроном колгоспу «Чорноморець»                                                           |                                   |
| Піастрова Любов Яківна               | Кіровський район         | № 107          | кранівниця Старокримського заводу залізобетонних виробів                                 |                                   |
| Піхотник Станіслава Дмитрівна        | Севастополь              | № 196          | бригадир овочівницької бригади радгоспу «Червоний Жовтень»                               |                                   |
| Планетов Семен Олександрович         | Кіровський район         | № 106          | голова Кіровського райвиконкому                                                          |                                   |
| Послєдов Віктор Володимирович        | Джанкойський район       | № 98           | голова Джанкойського райвиконкому                                                        |                                   |
| Потєхін Василь Євдокимович           | Бахчисарайський район    | № 88           | завідувач Кримського обласного відділу народної освіти                                   |                                   |
| Пужель Зоя Іванівна                  | Сімферополь              | № 59           | штампувальниця Сімферопольського механічного заводу «Сантехпром»                         |                                   |
| П'янков Федір Олександрович          | Алушта                   | № 2            | завідувач фінансового відділу Кримського облвиконкому                                    |                                   |
| Райченко Людмила Степанівна          | Ялта                     | № 78           | емалювальниця виробничого об’єднання «Таврія»                                            |                                   |
| Ревкін Михайло Васильович            | Сімферополь              | № 46           | 1-й секретар Сімферопольського міського комітету КПУ                                     |                                   |
| Рєпін Микола Федорович               | Ленінський район         | № 127          | слюсар Ленінського районного об’єднання «Сільгосптехніка»                                |                                   |
| Рижук Галина Степанівна              | Сімферопольський район   | № 153          | робітниця винрадгоспу «Янтарний»                                                         |                                   |
| Родіонова Валентина Михайлівна       | Білогірський район       | № 92           | робітниця Білогірського винно-сокового заводу                                            |                                   |
| Рош Борис Іванович                   | Білогірський район       | № 94           | голова правління колгоспу «За мир»                                                       |                                   |
| Рощупкін Олександр Мефодійович       | Керч                     | № 21           | секретар Кримського обласного комітету КПУ                                               |                                   |
| Руденко Надія Іллівна                | Красноперекопський район | № 120          | бригадир-рисівник радгоспу «П’ятиозерний»                                                |                                   |
| Руднєва Валентина Василівна          | Алушта                   | № 3            | бригадир садово-виноградарської бригади радгоспу «Алушта»                                |                                   |
| Сазикіна Людмила Іванівна            | Феодосія                 | № 61           | голова Феодосійського міськвиконкому                                                     |                                   |
| Самохвалов Борис Анатолійович        | Сакський район           | № 144          | електрослюсар Сакського хімічного заводу імені 50-річчя Радянської України               |                                   |
| Сангайло Ганна Іванівна              | Феодосія                 | № 66           | механік Феодосійського механічного заводу                                                |                                   |
| Саніна Любов Іванівна                | Джанкой                  | № 9            | робітниця Джанкойського консервного заводу                                               |                                   |
| Сахаров Юрій Іванович                | Сімферополь              | № 54           | секретар Кримського облвиконкому                                                         |                                   |
| Світличний Володимир Іванович        | Совєтський район         | № 163          | голова Совєтського райвиконкому                                                          |                                   |
| Семакіна Алла Дем'янівна             | Феодосія                 | № 70           | бригадир виноградарської бригади винрадгоспу «Судак»                                     |                                   |
| Семенчук Василь Леонтійович          | Чорноморський район      | № 168          | 1-й заступник голови Кримського облвиконкому                                             |                                   |
| Сем'я Варвара Миколаївна             | Сімферополь              | № 35           | робітниця-закрійниця Сімферопольської шкіряно-взуттєвої фірми імені Дзержинського        |                                   |
| Сергієнко Олександра Федорівна       | Кіровський район         | № 108          | бригадир виноградарської бригади колгоспу «Україна»                                      |                                   |
| Сердюк Микола Кузьмович              | Совєтський район         | № 164          | начальник Кримського обласного управління сільського господарства                        |                                   |
| Сєнічкіна Ольга Марківна             | Нижньогірський район     | № 135          | головний агроном колгоспу імені Войкова                                                  |                                   |
| Синчаков Віталій Гаврилович          | Севастополь              | № 181          | слюсар-судноскладальник Севастопольського судноремонтного філіалу об’єднання «Атлантика» |                                   |
| Сирота Григорій Панасович            | Севастополь              | № 188          | голова Кримської обласної ради профспілок                                                |                                   |
| Скоропадська Людмила Юхимівна        | Севастополь              | № 183          | провідниця залізничної станції Севастополь                                               |                                   |
| Сливчук Ольга Михайлівна             | Сімферополь              | № 50           | швачка-мотористка Сімферопольської швейно-галантерейної фабрики                          | повноваження припинені 1974 року  |
| Смагін Валерій Сергійович            | Сімферополь              | № 40           | авіаційний механік Заводського авіаційного підприємства міста Сімферополя                |                                   |
| Смирнова Інна Володимирівна          | Севастополь              | № 174          | швачка Севастопольської швейної фабрики                                                  |                                   |
| Солодовник Леонід Дмитрович          | Нижньогірський район     | № 132          | 2-й секретар Кримського обласного комітету КПУ                                           |                                   |
| Солянкін Микола Іванович             | Ялта                     | № 77           | водій Ялтинського автотранспортного підприємства № 11062                                 |                                   |
| Степанова Віра Іванівна              | Сімферопольський район   | № 161          | бригадир садово-овочівницької бригади колгоспу імені Леніна                              |                                   |
| Столярчук Сергій Корнійович          | Ленінський район         | № 129          | інструктор Кримського обласного комітету КПУ; голова Ленінського райвиконкому            |                                   |
| Ступицький Іван Петрович             | Феодосія                 | № 69           | 1-й секретар Кримського обласного комітету ЛКСМУ                                         |                                   |
| Тарасюк Іван Степанович              | Сімферопольський район   | № 158          | голова Сімферопольського райвиконкому                                                    |                                   |
| Татарська Ніна Федосіївна            | Ялта                     | № 82           | лікарка санаторію «Піонер»                                                               |                                   |
| Твердохлєбова Олександра Василівна   | Сімферополь              | № 56           | доцент кафедри Сімферопольського державного університету імені Фрунзе                    |                                   |
| Тимофєєв Леонід Гаврилович           | Керч                     | № 28           | начальник – генеральний директор виробничого об’єднання «Керчрибпром»                    |                                   |
| Тимошевська Катерина Тимофіївна      | Керч                     | № 32           | штукатур будівельного управління № 460 тресту «Кримморгідробуд»                          |                                   |
| Титаєва Наталія Іванівна             | Сімферополь              | № 45           | інженер-технолог Сімферопольського заводу продовольчого машинобудування імені Куйбишева  |                                   |
| Тищенко Валентина Григорівна         | Керч                     | № 25           | контролер Керченського склотарного заводу                                                |                                   |
| Тішин Михайло Леонтійович            | Первомайський район      | № 138          | секретар Кримського обласного комітету КПУ                                               |                                   |
| Тоскін Кирило Дмитрович              | Сімферополь              | № 42           | завідувач кафедри факультативної та госпітальної хірургії Кримського медичного інституту |                                   |
| Удовиченко Катерина Леонтіївна       | Керч                     | № 27           | машиніст електромостового крана Керченського металургійного заводу імені Войкова         |                                   |
| Улізко Людмила Михайлівна            | Севастополь              | № 170          | маляр будівельного управління № 45 тресту «Севастопольбуд»                               |                                   |
| Фисіна Тамара Макарівна              | Сакський район           | № 149          | бригадир виноградарської бригади радгоспу «Євпаторійський»                               |                                   |
| Філатова Тетяна Семенівна            | Нижньогірський район     | № 133          | доярка колгоспу імені Крупської                                                          |                                   |
| Фролова Олександра Омелянівна        | Нижньогірський район     | № 134          | голова Нижньогірського райвиконкому                                                      |                                   |
| Харченко Валерій Миколайович         | Євпаторія                | № 13           | водій Євпаторійського автотранспортного об’єднання № 11063                               |                                   |
| Харькова Тетяна Семенівна            | Сімферополь              | № 36           | робітниця Сімферопольського консервного заводу імені 1 Травня                            |                                   |
| Хвостенко Леонід Володимирович       | Севастополь              | № 195          | електромонтер Севастопольської ДРЕС                                                      |                                   |
| Хлинов Юрій Олександрович            | Красноперекопський район | № 121          | заступник голови Кримського облвиконкому                                                 |                                   |
| Церна Віра Іванівна                  | Сімферопольський район   | № 159          | бригадир племферми радгоспу «Червоний»                                                   |                                   |
| Чемодуров Трохим Миколайович         | Сімферополь              | № 41           | голова Кримського облвиконкому                                                           |                                   |
| Чорноморець Костянтин Костянтинович  | Ялта                     | № 76           | бригадир електриків Ялтинського міського молочного заводу                                |                                   |
| Чорноморченко Анастасія Петрівна     | Керч                     | № 20           | стерилізатор консервного цеху Керченського рибоконсервного філіалу «Керчрибпрому»        |                                   |
| Чубаркіна Тамара Олексіївна          | Ялта                     | № 79           | завідувачка відділення санаторію «Нижня Ореанда»                                         |                                   |
| Чуприна Лідія Іванівна               | Нижньогірський район     | № 136          | бракер Нижньогірського винно-сокового заводу                                             |                                   |
| Шавін Олександр Федорович            | Джанкойський район       | № 102          | начальник Кримського обласного управління меліорації і водного господарства              |                                   |
| Шакалов Михайло Вікторович           | Ялта                     | № 83           | бригадир виноградарської бригади радгоспу «Гурзуф»                                       |                                   |
| Шешуков Вікентій Іванович            | Ялта                     | № 80           | начальник комбінату «Кримбуд»                                                            |                                   |
| Шляєв Михайло Федорович              | Красноперекопський район | № 125          | голова Красноперекопського райвиконкому                                                  |                                   |
| Щукіна Віра Гнатівна                 | Феодосія                 | № 71           | робітниця радгоспу «Коктебель»                                                           |                                   |
| Яковлєв Анатолій Михайлович          | Сімферополь              | № 53           | бригадир комплексної бригади будівельного управління № 53 тресту «Сімферопольпромбуд»    |                                   |
| Ряхов Анатолій Якович                | військовий округ         |                | командир 32-го армійського корпусу                                                       | повноваження припинені 27.03.1974 |
| Кокорєв Анатолій Іванович            | військовий округ         |                | військовий                                                                               | помер .10.1974                    |
| Бандуристий Максим Захарович         | військовий округ         |                | начальник Управління КДБ при РМ УРСР по Кримській області                                | дообраний 27.03.1974              |
| Колесник Леонід Васильович           | Красногвардійський район | № 112          | голова Красногвардійського райвиконкому                                                  | дообраний 27.03.1974              |
| Чепуріна Римма Миколаївна            | Красноперекопський район | № 124          | ; заступник голови Кримського облвиконкому                                               | дообрана 27.03.1974               |
| Архипов Володимир Михайлович         | військовий округ         |                | командир 32-го армійського корпусу                                                       | дообраний 26.09.1974              |
| Єфименко Василь Панасович            |                          |                |                                                                                          | дообраний 26.09.1974              |
| Мацишена Ніна Климентіївна           | Севастополь              | № 194          | робітниця радгоспу «Севастопольський»                                                    | дообрана 26.09.1974               |
| Чистов Сергій Олександрович          | Керч                     | № 23           | 1-й секретар Керченського міського комітету КПУ                                          | дообраний 26.09.1974              |
| Максимов Володимир Михайлович        | Сімферополь              | № 50           | голова Сімферопольського міськвиконкому                                                  | дообраний 17.11.1974              |

27 червня 1973 року відбулася 1-а сесія Кримської обласної ради депутатів трудящих 14-го скликання. Головою виконкому обраний Чемодуров Трохим Миколайович; першим заступником голови виконкому — Семенчук Василь Леонтійович;  заступниками голови виконкому — Абрамова Надія Устинівна, Барановський Василь Васильович,  Хлинов Юрій Олександрович; секретарем облвиконкому — Сахаров Юрій Іванович.
Членами виконкому ради обрані:  Гарматько Іван Миколайович, Жорич Анатолій Петрович,  Кириченко Микола Карпович, Котлярова Євдокія Сергіївна,  Криворотов Володимир Іванович, Куришев Олександр Іванович,  Мисов Леонід Дмитрович, П'янков Федір Олександрович, Сердюк Микола Кузьмович.
Головами комісій Кримської обласної Ради депутатів трудящих обрані: мандатної — Коноваленко Михайло Михайлович, планово-бюджетної — Столярчук Сергій Корнійович, з питань промисловості, транспорту і зв'язку — Дубов Валентин Федорович, з питань сільського господарства — Авраамов Георгій Миколайович, з питань народної освіти — Твердохлєбова Олександра Василівна, з питань культурно-освітньої роботи — Сазикіна Людмила Іванівна, з питань торгівлі і громадського харчування — Вершков Дмитро Дементійович, з питань охорони природи — Кравець Микита Лаврентійович, з питань побутового обслуговування населення — Планетов Семен Олександрович, з питань будівництва і промисловості будівельних матеріалів — Шляєв Михайло Федорович, з питань комунального господарства, благоустрою і шляхового будівництва — Кулаков Михайло Михайлович, з питань соціалістичної законності і охорони державного та громадського порядку — Корнєєв Микола Іванович, з питань охорони здоров'я і соціального забезпечення — Тоскін Кирило Дмитрович, у справах молоді — Емін Аркадій Кузьмович.
Сесія затвердила обласний виконавчий комітет у складі: голова планової комісії — Куришев Олександр Іванович, завідувач відділу народної освіти — Потєхін Василь Євдокимович, завідувач відділу охорони здоров'я —Мецов Петро Георгійович, завідувач фінансового відділу — П'янков Федір Олександрович,  завідувач відділу соціального забезпечення — Кучерук Микола Ілліч, завідувач відділу комунального господарства —Низовий Іван Никонович, завідувач організаційно-інструкторського відділу — Татарников Олексій Ілліч, завідувач відділу запису актів громадського стану (ЗАГС) — Кузьменко А.А., завідувач архівного відділу — Бєлікова Олександра Дем'янівна, завідувач загального відділу — Левченко Григорій Федорович, начальник відділу у справах будівництва і архітектури — Мелік-Парсаданов Віктор Паруйрович, завідувач відділу юстиції — Панченко Я.П., начальник управління внутрішніх справ — Жорич Анатолій Петрович, начальник управління сільського господарства — Сердюк Микола Кузьмович, начальник управління меліорації і водного господарства — Шавін Олександр Федорович, начальник управління торгівлі — Макєєв Андрій Іванович, начальник управління місцевої промисловості — Зав'ялов Петро Михайлович, начальник управління побутового обслуговування населення — Кайоткін В'ячеслав Миколайович, начальник управління професійно-технічної освіти — Домбровський Олександр Олександрович, начальник управління культури — Івановський Георгій Васильович, начальник управління кінофікації — Мірошниченко Володимир Миколайович, начальник виробничо-технічного управління зв'язку – Проскурін Іван Прокопович, начальник управління у справах видавництв, поліграфії і книжкової торгівлі — Клязника Володимир Єгорович, начальник управління хлібопродуктів — Гнойовий М.А., начальник управління харчової промисловості — Раєвський Д.І., начальник управління лісового господарства і лісозаготівель — Ісаєнко О.Б., начальник управління капітального будівництва — Карпович В.Ф., начальник управління з питань заготівель і постачання паливом населення, комунально-побутових підприємств і установ — Стулов Анатолій Васильович, начальник виробничого управління будівництва та експлуатації автомобільних доріг — Строков Я.А., начальник управління постачання і збуту — Яланський В.Ю., голова комітету з телебачення і радіомовлення — Щербаченко Я.С., голова комітету з фізичної культури і спорту — Мітін І. І., голова комітету народного контролю —Гарматько Іван Миколайович. 